# 20 Forthlin Road

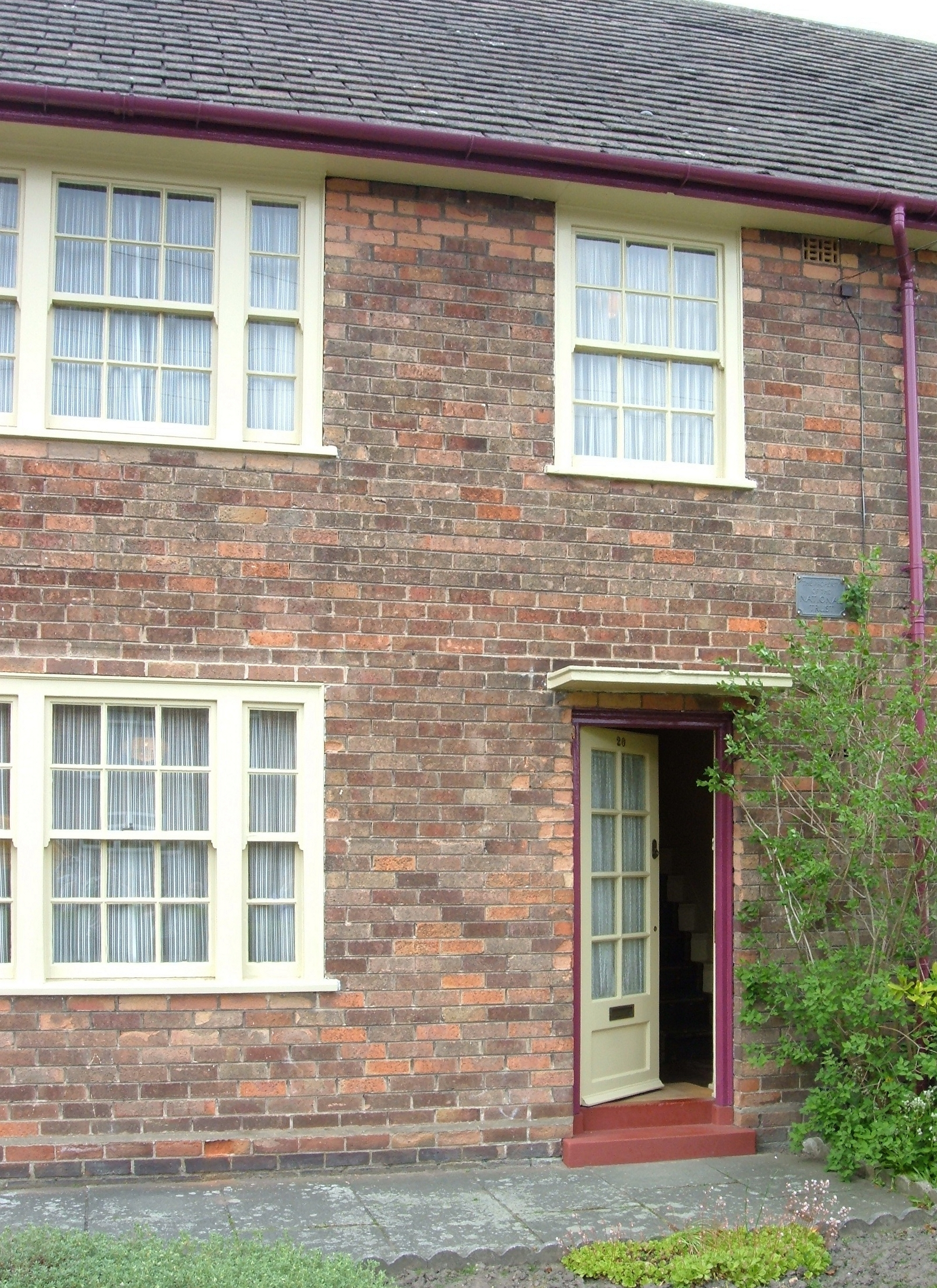
Das Haus 20 Forthlin Road, in dem Paul McCartney von 1955 bis 1963 lebte

20 Forthlin Road ist das Haus, in dem Paul McCartney, Sänger und Songwriter der britischen Rockband The Beatles, von 1955 bis 1963 zusammen mit seiner Familie in einer Sozialwohnung wohnte. Das Reihenhaus befindet sich im Süden Liverpools im Stadtteil Allerton und wird in der britischen Denkmalliste als Bauwerk der Kategorie II geführt. Verantwortlich für den Erhalt des Gebäudes ist heute der National Trust.

## Geschichte

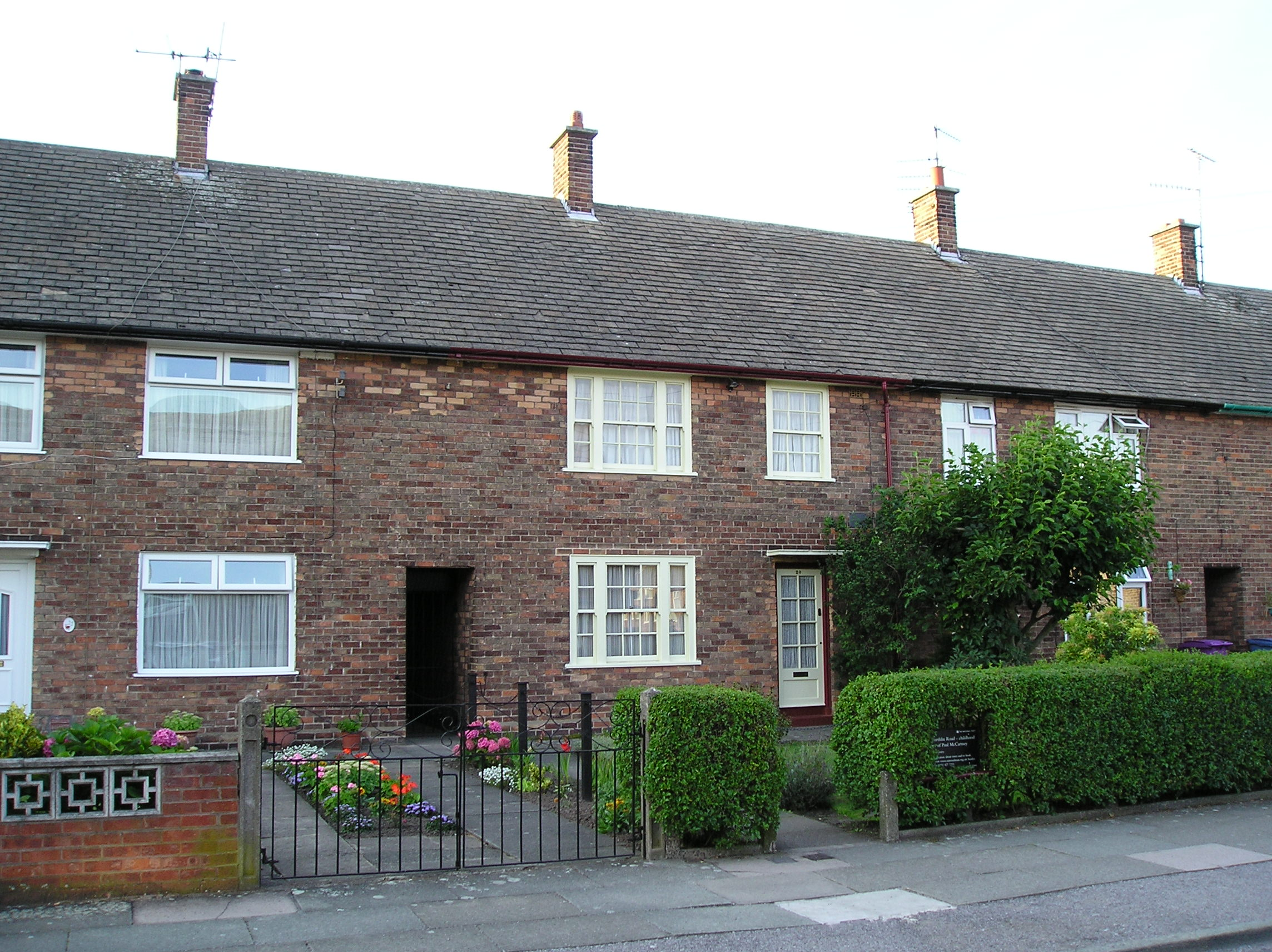
20 Forthlin Road, Blick auf das Reihenhaus

Das Haus wurde im Auftrag der Stadt Liverpool als Teil der Mather-Avenue-Großwohnsiedlung erbaut. Im Rahmen dieses sozialen Wohnungsbau-Programms entstanden im Zeitraum von 1949 bis 1952 insgesamt 330 Häuser. Der Entwurf für die Wohnungen stammte vom Architekten Lancelot Keay, der ihm die Bezeichnung „Intermediate Type Standard Building 5“ gab. Im unteren der beiden Geschosse befindet sich links vom Eingang ein Wohnzimmer, von dort führt eine Doppeltür ins Esszimmer, das mit der Küche verbunden ist. Von der Küche kommt man wieder in den Eingangsbereich, von dem auch die Treppe ins obere Geschoss geht. Dort befinden sich drei Schlafzimmer, das Bad und – für die damalige Zeit ein kleiner Luxus – ein WC. Zur Wohnung gehört ein ummauerter Hinterhofgarten, der von der Küche zu erreichen ist. Ein Foto, das Paul McCartney dort beim Stimmen einer Gitarre zeigt und 1962 von Michael McCartney aufgenommen wurde, wurde für das Cover des Albums Chaos and Creation in the Backyard verwendet.
Das Ehepaar James (1902–1976) und Mary McCartney (1909–1956) bezog das Haus im Jahr 1955 mit seinen beiden Kindern Paul (* 1942) und Michael (* 1944). Für die McCartneys bedeutete dieser Umzug auch einen kleinen sozialen Aufstieg. Zuvor hatte die Familie in einer Industriesiedlung im Stadtteil Speke gewohnt, einer Gegend, in der recht raue Umgangsformen üblich waren.

„Ich hielt an jeder Ecke Ausschau nach Typen, die mich verprügeln wollten. Als George [Harrison] und ich in Speke wohnten, gab es ständig Schlägereien. […] Meine Mutter war immer auf der Suche nach einem besseren Wohnort für uns. […] Das Viertel war auch sicherer; eben auch schon eine richtig gutbürgerliche Gegend, aber man hatte eine städtische Siedlung zwischen all die feinen Häuser gebaut.“

Nach dem Tod von Mary McCartney, die im Oktober 1956 an den Folgen ihrer Brustkrebserkrankung verstarb, zog James McCartney seine Söhne allein auf. Mit dem Durchbruch der Beatles folgte Ende 1963 die Verlagerung des Lebensmittelpunkts der Musiker von Liverpool nach London. Paul McCartney zog dort schließlich ins Haus der Eltern seiner damaligen Freundin Jane Asher ein.
Im Jahr 1965 kaufte Paul McCartney seinem Vater ein Haus im wohlhabenderen Teil von Wirral. Für die nächsten 30 Jahre wohnte eine Familie namens Jones in 20 Forthlin Road. Als das Haus 1995 zum Verkauf angeboten wurde, erwarb der National Trust das Gebäude. Die Organisation vermarktet das Haus als „Geburtsstätte der Beatles“, da die Gruppe hier ihre ersten Stücke komponiert und geprobt hat. Neben den Beatles nutzte auch die Gruppe The Scaffold das Haus in der 20 Forthlin Road zum Proben und Treffen. Michael McCartney, der sich zu diesem Zeitpunkt das Pseudonym Mike McGear zugelegt hatte, war Mitglied dieser Formation.
Im Gegensatz zu Lennons Haus, 251 Menlove Avenue, hat 20 Forthlin Road keine Blue Plaque – und wird auf absehbare Zeit auch keine erhalten, da English Heritage die Plakette nur vergibt, sofern die Person, die das Haus bewohnte, mindestens seit 20 Jahren verstorben ist oder den 100. Geburtstag gefeiert hat.
Im Rahmen der Restaurierung im Auftrag des National Trust wurde das Haus in den Zustand zurückversetzt, wie es in den 1950er Jahren war. Es ist Besuchern möglich, das Haus zu besuchen. Dazu ist es erforderlich, eine geführte Tour zu buchen, die auch 251 Menlove Avenue beinhaltet.